# Potaliinae
Potaliinae es una subtribu de plantas con flores perteneciente a la familia de las gentianáceas. El género tipo es: Potalia Aubl.

## Géneros
Según GRIN
- Anthocleista Afzel. ex R. Br.
- Cyrtophyllum Reinw. = Fagraea Thunb.
- Fagraea Thunb.
- Potalia Aubl.

Según NCBI
- Anthocleista
- Djaloniella
- Enicostema
- Fagraea
- Faroa
- Lisianthius
- Neurotheca
- Oreonesion
- Potalia
- Pycnosphaera
- Urogentias